# Тирунеш Дибаба
Тирунеш Диба́ба (1 июня 1985, Бэкоджи, Арси, Оромия) — эфиопская легкоатлетка, которая специализируется в беге на длинные дистанции. Трёхкратная олимпийская чемпионка и пятикратная чемпионка мира в беге на 5000 и 10 000 метров, многократная чемпионка мира по кроссу.
Победила на Олимпийских играх 2008 года в Пекине в забеге на 10 000 метров и 5000 метров, а также на Олимпийских играх 2012 года в Лондоне на дистанции 10 000 метров, бронзовый призёр Олимпийских игр 2004 года в Афинах в забеге на 5000 метров. Пятикратная чемпионка мира: 2003, 2005 (дважды), 2007 и 2013 годов. Экс-рекордсменка мира в беге на 5000 метров на открытом стадионе и действующая рекордсменка в закрытых помещениях, олимпийская рекордсменка в забеге на 10 000 метров. Впервые заявила о себе в 2001 году на чемпионате мира по кроссу, финишировав пятой. В 2006 году выиграла 5 этапов соревнования из 6 Золотой Лиги ИААФ.
1 сентября 2013 года стала победительницей пробега Tilburg Ten Miles.
13 апреля 2014 года на Лондонском марафоне она заняла 3-е место с результатом 2:20.35. Этот марафон был первым в её карьере. 18 мая во второй раз выиграла 10-километровый пробег Great Manchester Run.

## Достижения

### 5000 метров
Золотая лига
- 2003:  Bislett Games — 14.39,94
- 2005:  Golden Gala — 14.32,57
- 2006:  Bislett Games — 14.30,40
- 2006:  Meeting Gaz de France — 14.54,24
- 2006:  Golden Gala — 14.52,37
- 2006:  Weltklasse Zürich — 14.45,73
- 2006:  Memorial Van Damme — 14.30,63
- 2006:  ISTAF — 15.02,87
- 2007:  Meeting Gaz de France — 15.21,84
- 2008:  Bislett Games — 14.11,15
- 2008:  Golden Gala — 14.36,58

Бриллиантовая лига
- 2010:  Adidas Grand Prix — 15.11,34
- 2010:  Prefontaine Classic — 14.34,07
- 2010:  London Grand Prix — 14.36,41
- 2012:  Adidas Grand Prix — 14.50,80
- 2013:  Prefontaine Classic — 14.42,01
- 2013:  Meeting Areva — 14.23,68

### 10 000 метров
Бриллиантовая лига
- 2012:  Prefontaine Classic — 30.24,39

## Личная жизнь
Родилась в селении Чефе, четвёртый ребёнок из шести. Выросла в высокогорной области Арси региона Оромия. Начала заниматься лёгкой атлетикой в 14 лет. Переехала в столицу страны Аддис-Абебу в 2000 году.
Тирунеш родом из спортивной семьи. Её старшая сестра Ежегаеху и брат Дежене выступают на международной арене. Ежегаеху — вице-чемпионка Олимпийских игр 2004 года на дистанции 10 000 метров. Сестра Гензебе победила на чемпионате мира по кроссу среди юниоров в 2008 году, в 2012 стала чемпионкой мира в беге на 1500 метров. Олимпийская чемпионка 1992 года Дерарту Тулу — двоюродная сестра Тирунеш Дибабы. Тирунеш замужем за двукратным вице-чемпионом Олимпийских игр эфиопским стайером Силеши Сихине.
В ноябре 2014 года стало известно, что она ждёт своего первого ребёнка. В связи с беременностью она пропустила спортивный сезон 2015 года. 26 марта 2015 года в Атланте (США) родила сына Натана Селеши (3100 грамм).